# Họ Anh túc
Họ Anh túc hay họ Á phiện (danh pháp khoa học: Papaveraceae /pəpævəˈreɪsiiː/ hay /pəpɑːvəˈreɪsiiː/) là một họ thực vật có hoa. Họ này được các nhà phân loại học thực vật công nhận rộng rãi. Nó là họ phân bổ rộng khắp thế giới trong các khu vực ôn đới và cận nhiệt đới. Phần lớn là cây thân thảo, nhưng một số ít là cây bụi và cây gỗ nhỏ.

## Đặc điểm

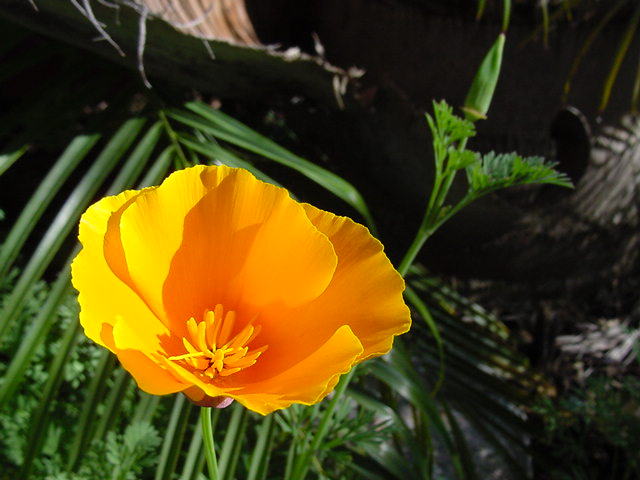
Hoa lăng thảo California

Các loài cây trong họ này có nhựa mủ. Tất cả các bộ phận đều chứa một hệ thống ống dẫn khá phát triển (các ống dẫn này được gọi là các "tế bào nhựa mủ"), sinh ra loại nhựa mủ (latex) dạng sữa, là loại dịch nước màu trắng bạc, vàng, đỏ.
Các lá đơn mọc so le hay đôi khi mọc vòng. Chúng có cuống lá và không kèm theo bao vỏ. Các lá thường có thùy hay dạng lông chim (nghĩa là bao gồm vài lá chét không tách rời hoàn toàn), hay bị phân chia nhiều hơn. Chúng không có lá kèm.
Các loài cây trong họ này là dạng lưỡng tính và được thụ phấn chủ yếu là nhờ côn trùng (entomophily), mặc dù chúng không có mật hoa, một số ít là nhờ gió (anemophily). Về cơ bản, hoa có sự tách bạch của đài hoa và tràng hoa, ngoại trừ chi Macleaya không có tràng hoa. Các hoa kích thước trung bình hay lớn và sặc sỡ. Các hoa trên đỉnh là đơn độc ở phần lớn các loài. Ở các loài còn lại thì cụm hoa trên đỉnh là dạng xim hay cành hoa. Các hoa không mùi và cân đối.
Các hoa có nhiều nhị, phần lớn có 16-60 nhị, sắp xếp thành hai vòng xoắn tách biệt, vòng bên ngoài có các nhị sắp xếp so le với các cánh hoa, các nhị vòng trong mọc đối. Bộ phận nhụy bao gồm một nhụy hoa phức tạp với 2-100 lá noãn. Bầu nhụy thượng và là dạng 1 ngăn. Bầu nhụy không có cuống hay trên một thân ngắn hình cuống.

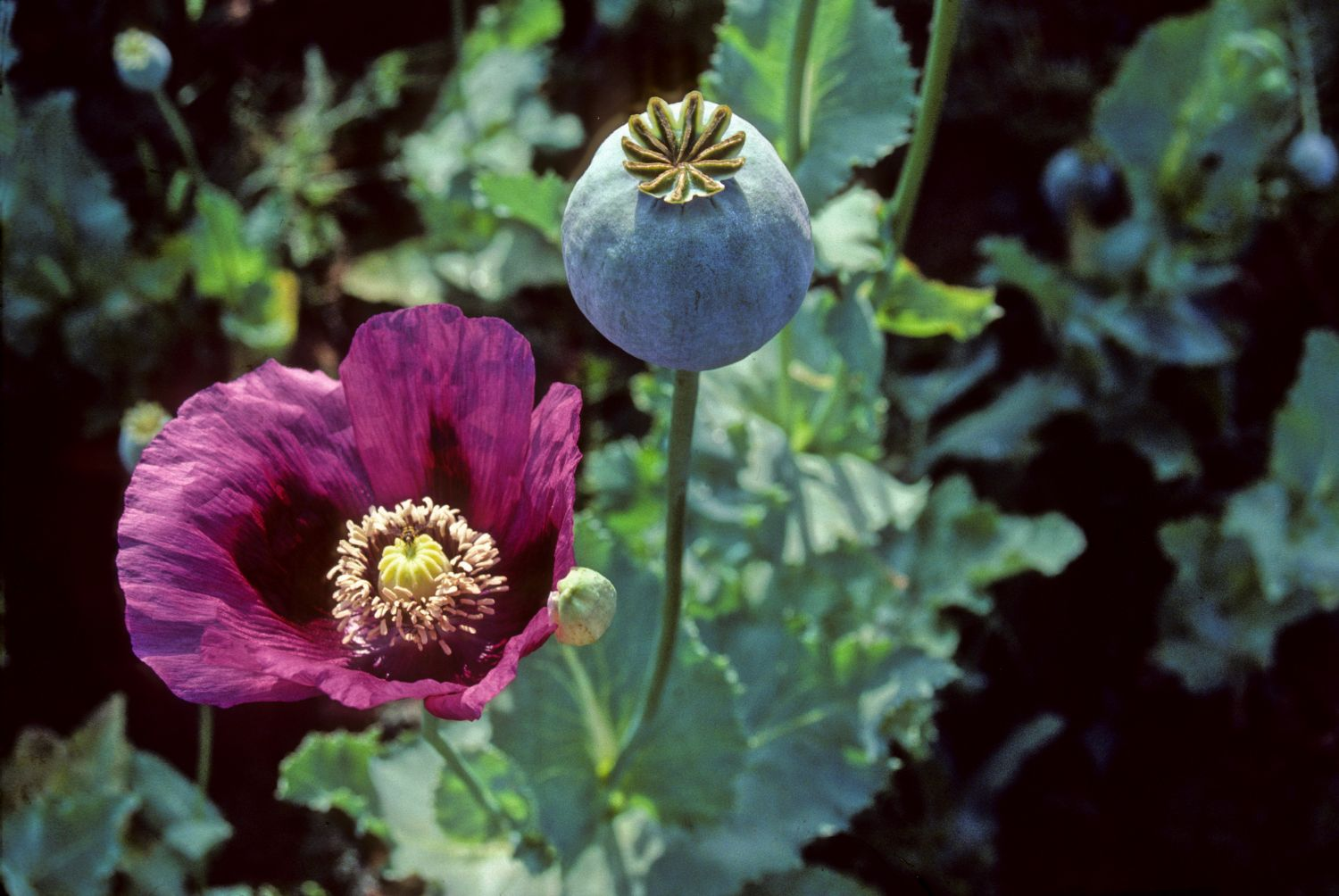
Hoa và quả cây anh túc (Cây á phiện)

Quả không có cùi thịt, thông thường là dạng quả nang, vỡ nứt ra khi chín để giải phóng hạt thông qua các lỗ chân lông, hay thông qua các vách ngăn giữa các ngăn (cắt vách), hoặc thông qua các van. Các hạt nhỏ. Các mô dinh dưỡng của chúng (nội nhũ) nhờn như dầu và dạng bột. Quả của chi Platystemon là dạng quả nẻ.
Gần như tất cả các loài trong họ này đều có chứa các ancaloit. Nhiều trong số đó là các chất có độc tính. Cây anh túc gai Mexico (hình trên) là có độc và nếu ăn nhầm phải thì nó có thể gây ra chứng phù và bệnh tăng nhãn áp. Trong trường hợp của các động vật khác, chẳng hạn như dê, nếu ăn phải các loài này, thì không những chúng chịu các chứng bệnh mà kể cả những ai uống sữa của chúng cũng chịu những chứng bệnh này, do chất độc cũng nhiễm vào sữa.
Các miêu tả trên đây được áp dụng cho họ Anh túc nghĩa hẹp. Về các đặc điểm của phần còn lại của họ Anh túc theo nghĩa rộng, xem thêm các bài Họ Tử cận và anh túc lá dương xỉ (Pteridophyllum racemosum).

### Phân loại

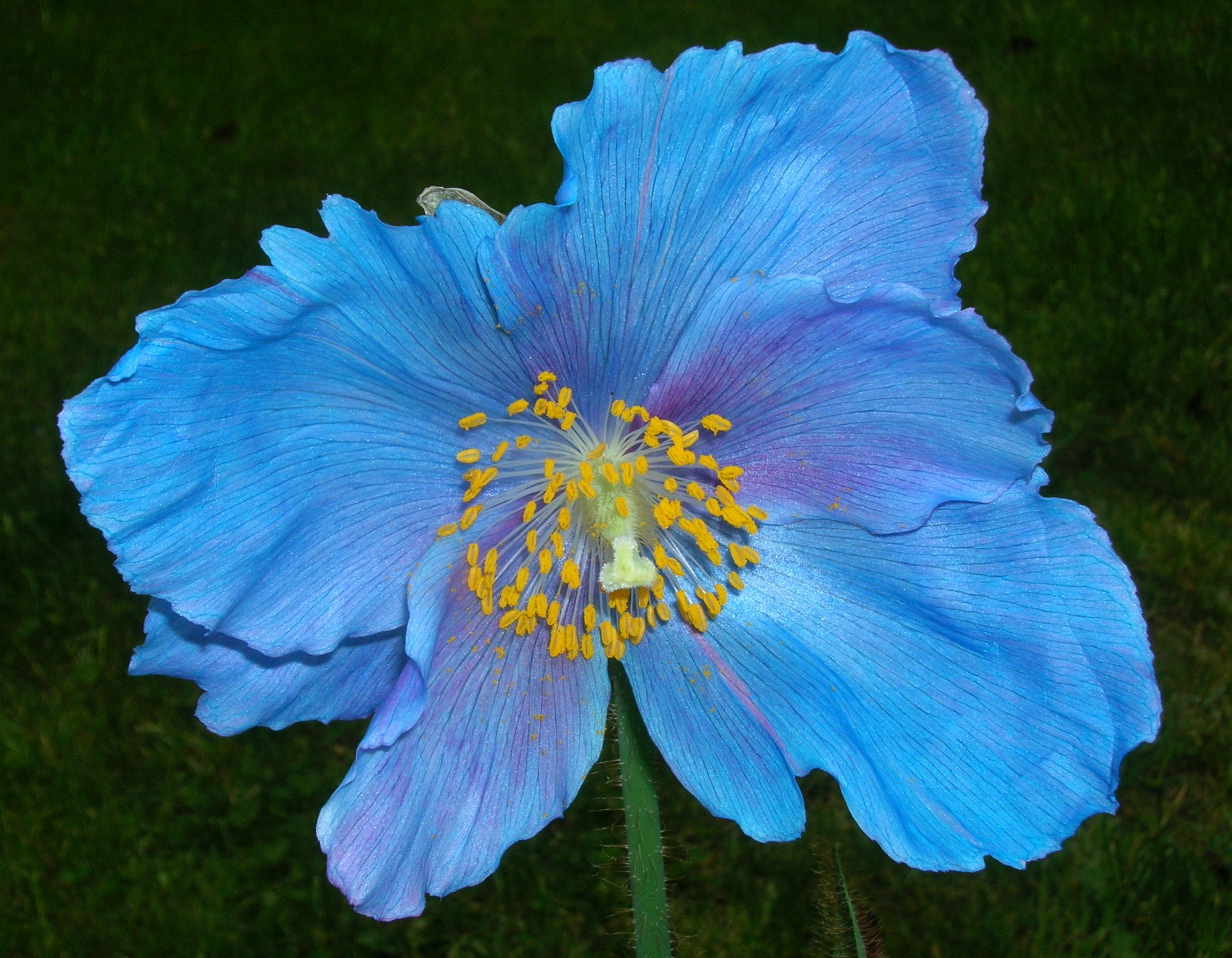
Meconopsis

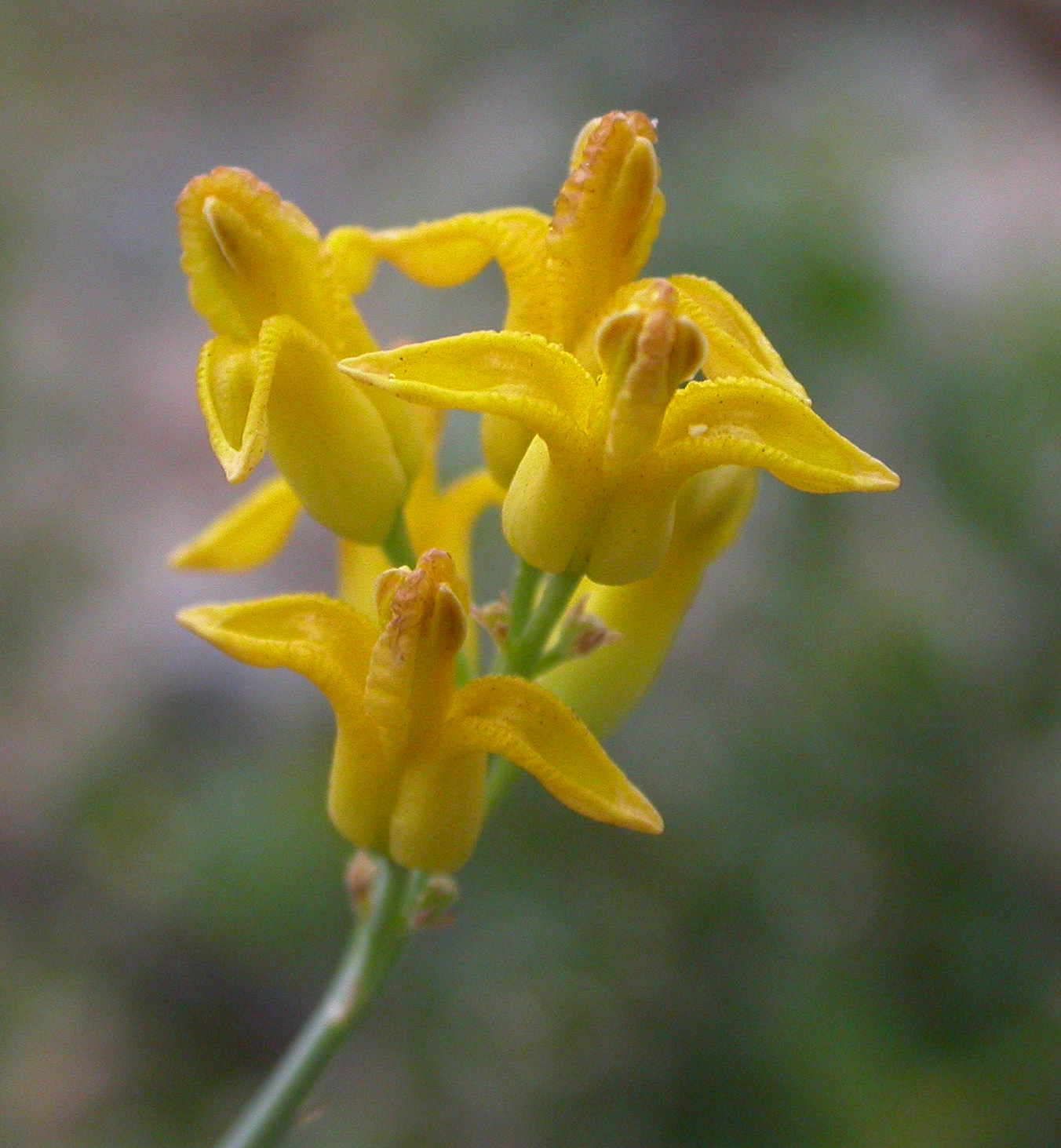
Ehrendorferia chrysantha

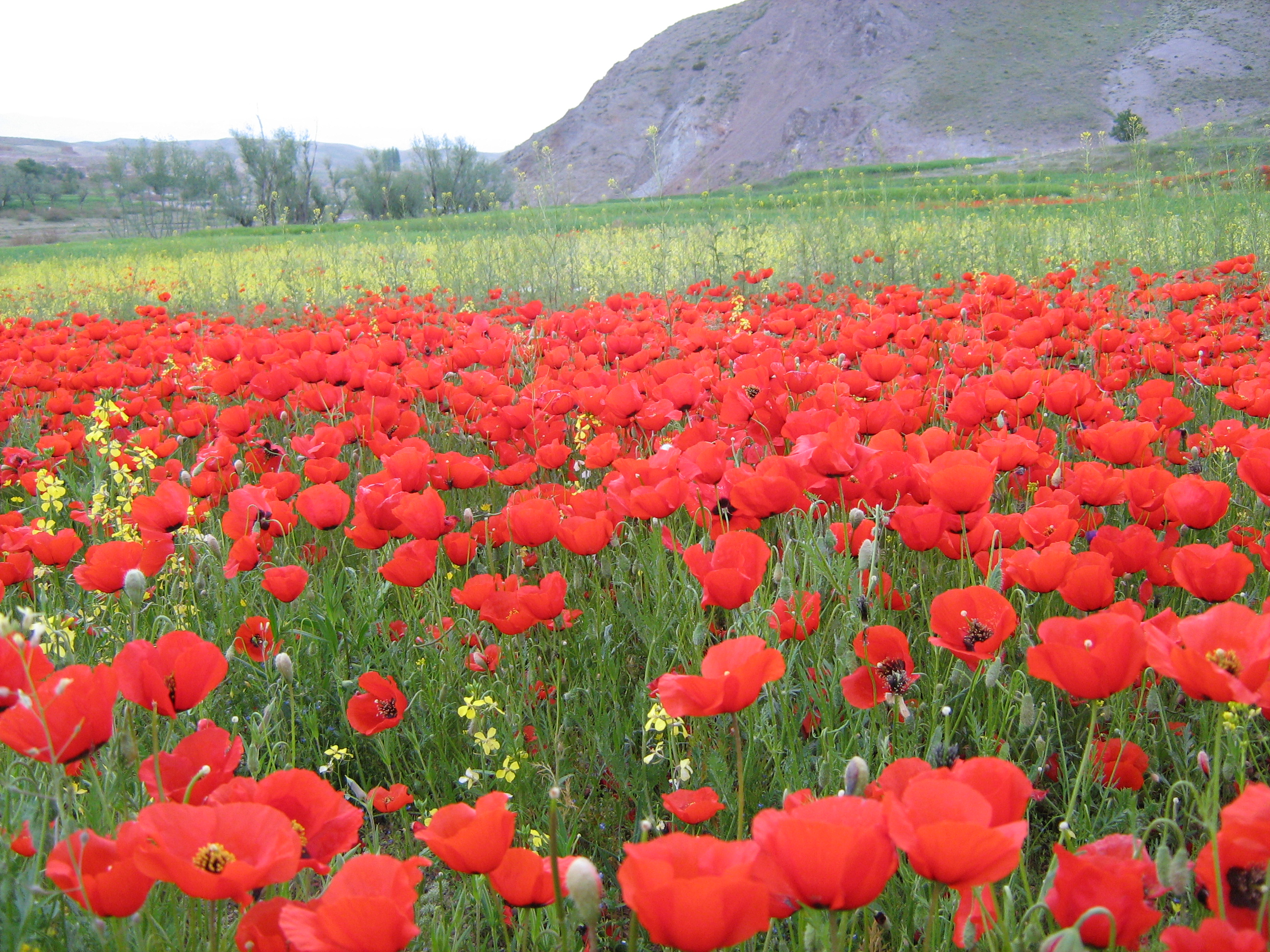
Hoa anh túc đỏ (Papaver rhoeas) mọc hoang trên cánh đồng

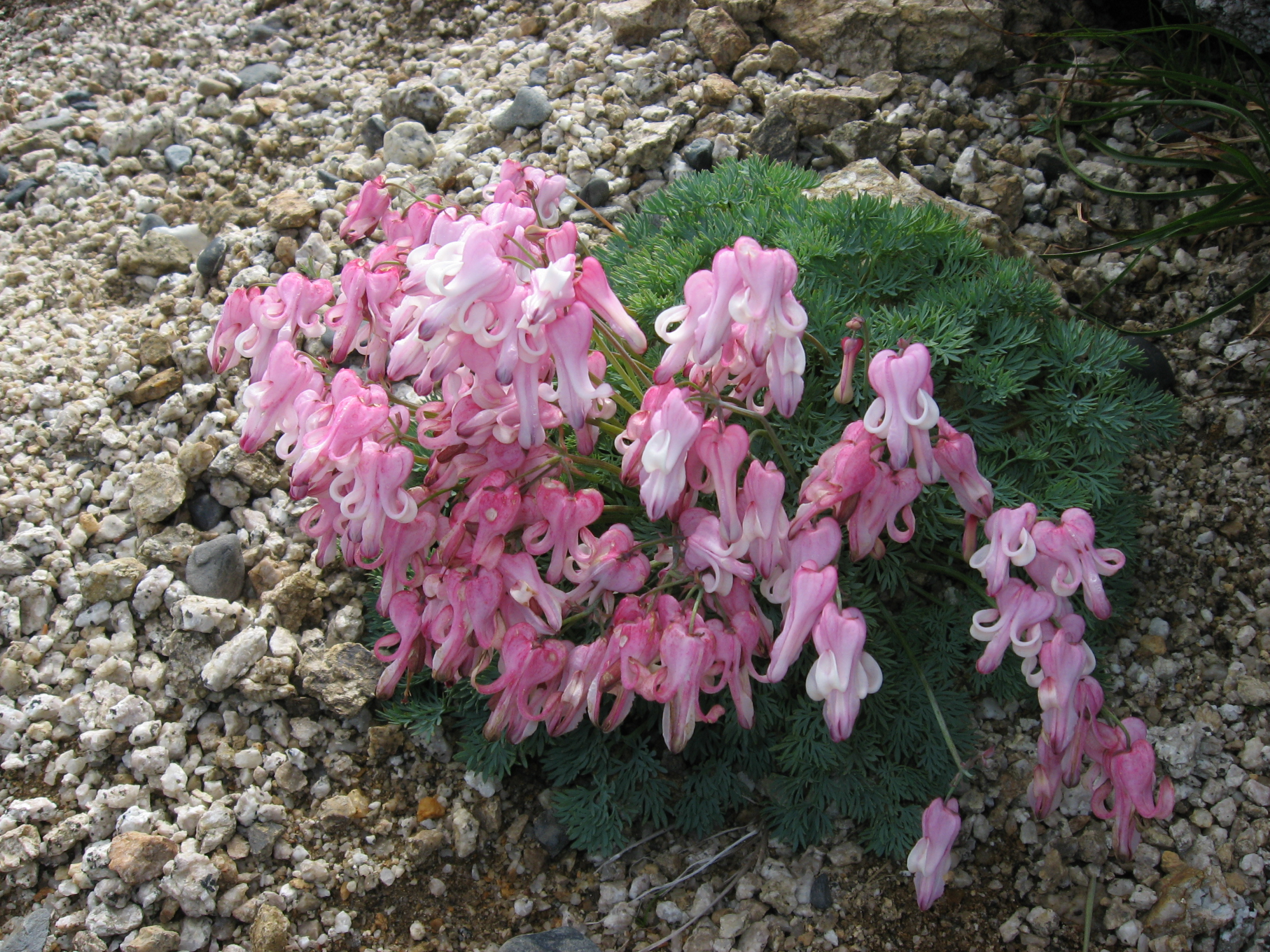
Dicentra peregrina

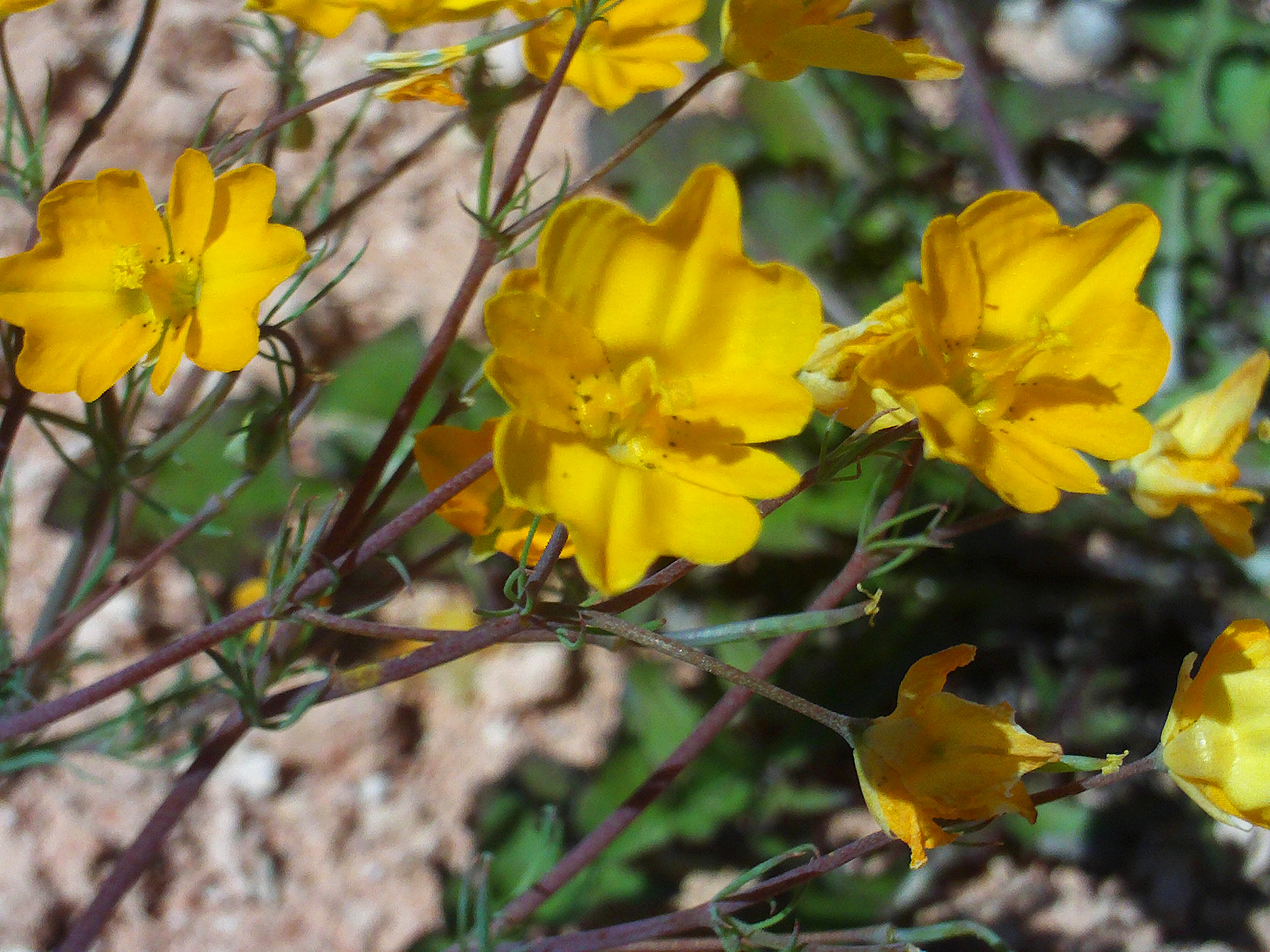
Hypecoum procumbens

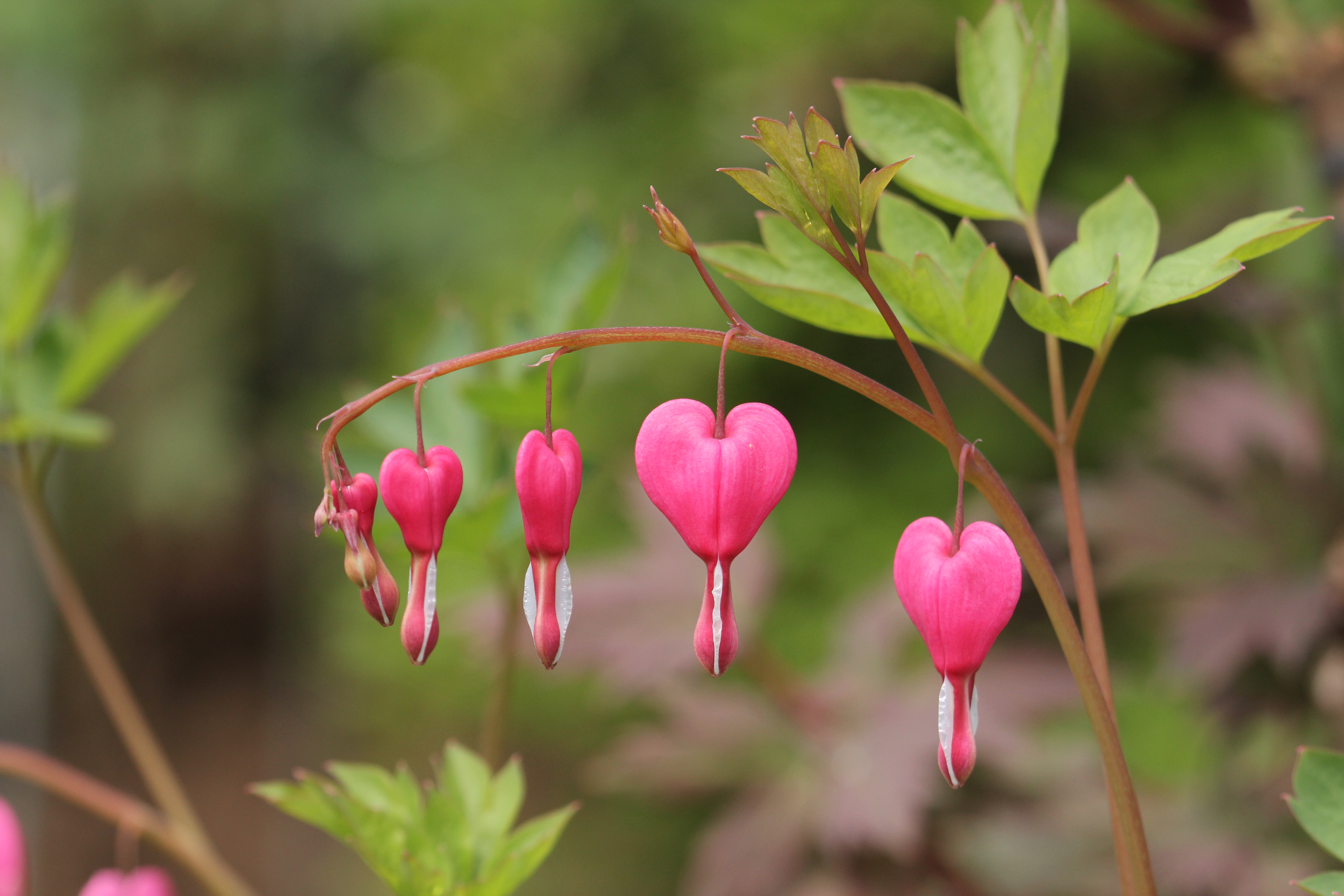
Lamprocapnos spectabilis

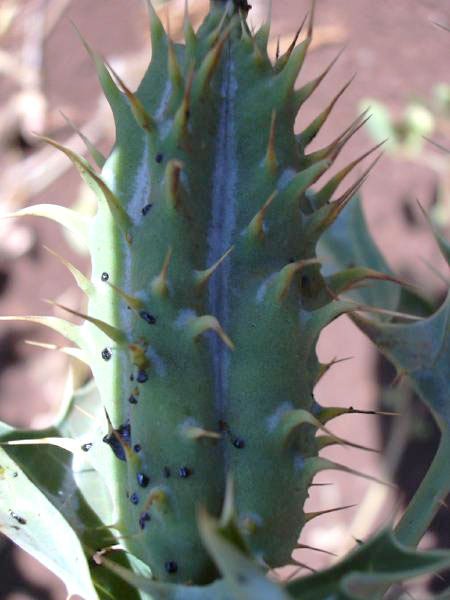
Anh túc gai Mexico – quả

Hệ thống APG II năm 2003; không thay đổi so với hệ thống APG năm 1998, cũng công nhận họ này và đặt nó trong bộ Mao lương (Ranunculales), trong nhánh thực vật hai lá mầm thật sự. Tuy nhiên, APG cũng cho phép một tùy chọn để tách họ này thành các họ nhỏ hơn. Vì thế, ở đây có hai định nghĩa là hợp lý và có thể cho họ này:
- Họ Papaveraceae nghĩa rộng (sensu lato), bao gồm cả các loài mà nếu khác đi thì chúng hợp thành hai họ Fumariaceae và Pteridophyllaceae.
- Họ Papaveraceae nghĩa hẹp (sensu stricto), loại trừ các loài trong hai họ nói trên.

Họ Anh túc nghĩa hẹp (sensu stricto) phù hợp với họ được công nhận trong hệ thống Cronquist năm 1981 (Cronquist công nhận Fumariaceae là họ tách biệt). Nó bao gồm khoảng 23-24 chi và khoảng 230-250 loài. Họ Anh túc nghĩa rộng theo APG II bao gồm khoảng 41 chi với 760 loài.
Hệ thống APG III năm 2009 công nhận họ này và đặt nó trong bộ Mao lương (Ranunculales), trong nhánh thực vật hai lá mầm thật sự. Tuy nhiên, khác với hệ thống APG II, APG III định nghĩa họ này theo nghĩa rộng, với 44 chi và 760 loài cũng như không cho phép tách ra tùy chọn. Theo website của APG, tra cứu ngày 15-11-2010 thì họ này được chia ra như sau:
- Phân họ Papaveroideae Eaton: 23 chi và 230 loài. Là họ Anh túc nghĩa hẹp.
  - Tông Papavereae Dumortier: 8 chi và 95-125 loài. Các chi đa dạng loài nhất là Papaver (50-80), Meconopsis (50).
    - Arctomecon
    - Argemone: kế anh túc, anh túc gai.
    - Canbya
    - Meconopsis (bao gồm cả Cathcartia, Cumminsia): lục nhung hao, anh túc lam.
    - Papaver: anh túc.
    - Roemeria: anh túc lá rách, liệt diệp anh túc.
    - Romneya
    - Stylomecon

  - Tông Chelidonieae Dumortier: 9 chi, 48 loài.
    - Bocconia
    - Chelidonium (bao gồm cả Coreanomecon): bạch khuất thái.
    - Dicranostigma: ngốc sang hoa.
    - Eomecon: huyết thủy thảo.
    - Glaucium: hải anh túc.
    - Hylomecon: hà thanh hoa.
    - Macleaya: bác lạc hồi, anh túc lông.
    - Sanguinaria
    - Stylophorum: kim anh túc.

  - Tông Eschscholtzieae Baillon: 3 chi, 16 loài
    - Dendromecon: anh túc bụi.
    - Eschscholzia (bao gồm cả Eschholtzia, Escholtzia, Eschscholtzia, Petromecon): hoa lăng thảo.
    - Hunnemannia: anh túc Mexico.

  - Tông Platystemoneae Spach: 3 chi, 5 loài.
    - Meconella
    - Platystemon
    - Platystigma (bao gồm cả Hesperomecon)
- Phân họ Fumarioideae Eaton: 19 chi và 530 loài. Là họ Fumariaceae và Pteridophyllaceae gộp lại.
  - Tông Hypecoeae Dumortier: 2 chi, 18 loài.
    - Hypecoum (bao gồm cả Chiazospermum): giác hồi hương.
    - Pteridophyllum: 1 loài (Pteridophyllum racemosum) đặc hữu Nhật Bản. APG coi là họ Pteridophyllaceae.

  - Tông Fumarieae Dumortier: 19 chi và 505 loài. Các chi đa dạng loài nhất là Corydalis (400), Fumaria (55).
    - Phân tông Corydalinae
      - Adlumia: hà bao đằng.
      - Capnoides
      - Corydalis (bao gồm cả Cysticorydalis, Dissosperma, Roborowskia): tử cận, hoàng cận, diên hồ sách, cương cận.
      - Dactylicapnos (bao gồm cả Dactyliocapnos): tử kim long.
      - Dicentra (bao gồm cả Diclytra, Dielytra): hà bao mẫu đơn.
      - Ehrendorferia. Có thể là đồng nghĩa của Dicentra.
      - Ichtyoselmis. Có thể là đồng nghĩa của Dicentra.
      - Lamprocapnos. Có thể là đồng nghĩa của Dicentra.

    - Phân tông Fumariinae
      - Ceratocapnos (bao gồm cả Dissosperma)
      - Cryptocapnos
      - Cysticapnos (bao gồm cả Phacocapnos)
      - Discocapnos
      - Fumaria: tử cận quả tròn, lam cận.
      - Fumariola
      - Platycapnos
      - Pseudofumaria (bao gồm cả Pseudo-Fumaria)
      - Rupicapnos
      - Sarcocapnos
      - Trigonocapnos

## Trồng và sử dụng

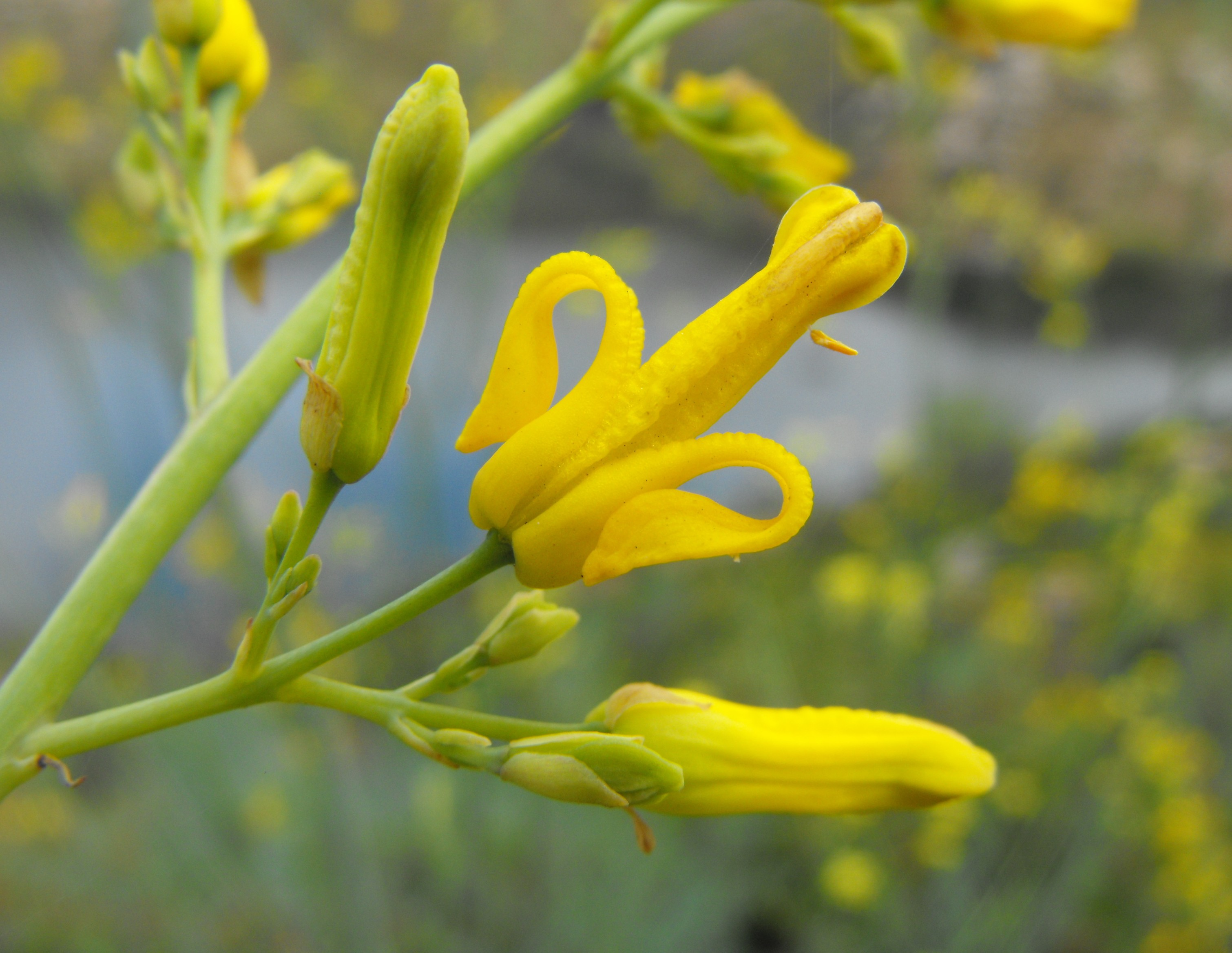
Dicentrachrysantha

Một vài loài trong họ này được trồng làm cây cảnh, như hoa lăng thảo California (Eschscholtzia californica), là loài hoa tượng trưng cho California. Hoa của cây ngu mĩ nhân hay anh túc ngô (Papaver rhoeas) vẫn được đeo để tưởng nhớ tới Đại chiến thế giới lần thứ 1 (xem thêm bài In Flanders Fields (trên những cánh đồng Flanders). Tuy nhiên, tiếng tăm của họ này là không được tốt do nó chứa cây thuốc phiện (Papaver somniferum), là nguồn sản xuất thuốc phiện và các opiat.